# Zofia Magdalena Oldenburg
Zofia Magdalena Oldenburg (ur. 3 lipca 1746 w Kopenhadze, zm. 21 sierpnia 1813 w Solnie) – królowa Szwecji, żona Gustawa III, matka króla szwedzkiego Gustawa IV.

## Życiorys
Była córką króla Danii i Norwegii Fryderyka V i Ludwiki Hanowerskiej, córki króla Wielkiej Brytanii i Hanoweru Jerzego II. Nie licząc zmarłego w dzieciństwie brata, była najstarsza z rodzeństwa. W 1766 jako 20-latka poślubiła swojego rówieśnika, Gustawa, następcę szwedzkiego tronu, który pięć lat później został królem Gustawem III. Małżeństwo bardzo długo było bezdzietne. Pierwsze dziecko, przyszły król Gustaw IV Adolf, urodził się 12 lat po ślubie rodziców. Cztery lata później, w 1782, urodził się młodszy syn Zofii Magdaleny, Karol Gustaw, który zmarł w niemowlęctwie.
Była odznaczona duńskimi Orderem Wierności i Orderem Chrystiana VII.